# 费愚
費愚（1450年—？），字希明，浙江紹興府山陰縣人，軍籍，明朝政治人物。

## 生平
浙江鄉試第八十五名舉人。弘治九年（1496年）中式丙辰科會試第二百十二名，三甲第三十四名進士。正德三年（1508年）接替沈瀚任建宁府知府一职，正德四年（1509年）由朱鑑接任。

## 家族
曾祖費原澤；祖父費晟；父費傑，醫學正科。母楊氏。严侍下。